# Seznam lokomotiv VNM a Sigl v Československu
Přehled lokomotiv vyrobených v továrnách ve Vídeňském Novém Městě a u Sigla ve Vídni od jejich vzniku pro dráhy na území pozdějšího Československa, nebo tu provozované.

## Vývoj pojmenování lokomotivky a majitelé v čase
- Locomotiv-Fabrik von Prevenhueber, Günther, Bühler und Armbruster (1842-45, "Günther");
- Locomotiv-Fabrik von Günther (1845-53, "Günther");
- G. Sigl, Wien (1851-67, "Sigl W.")
- K. k. priv. Locomotiv & Maschinen-Fabrik Wiener Neustadt (1853-67, "VNM");
- G. Sigl Locomotiv-Fabrik, Wiener-Neustadt (1861-74, "Sigl");
- Locomotiv-Fabrik G. Sigl, Wien und Wiener-Neustadt (1867-74, "Sigl W.", "Sigl");
- Aktiengesellschaft der Lokomotiv-Fabrik vormals G. Sigl (1874-1930, "VNM").

## Lokomotivy úzkorozchodné
| obr. | řada ČSD    | původní (jiná) označení                      | charakteristika    | dodávky | ks ve VNM vyrobeno | ks převzato /přeznačeno ČSD | výrobní čísla          | jiní výrobci |
| --- | ----------- | -------------------------------------------- | ------------------ | ------- | ------------------ | --------------------------- | ---------------------- | ------------ |
| Lokomtiva č.2 "WELLS" C.k. privilegované První rakouské železniční společnosti (EEG) (Budějovice-)Linec-Gmunden        | —           | EEG, KEB 1-10 "LINZ" až "EBENSEE"            | 2'B m2tu (1106 mm) | 1854-55 | 10                 | —                           | 128-134/54, 135-137/55 | (Günther)    |
| SKV lok Nr. 2, WrN 1893                                                                                                | U 35.101-03 | SKV 1–3, MÁV XX, 6901–6903; MÁV 387,001–003; | C m2u (1000 mm)    | 1873    | 3                  | 3                           | 1096-98/1873           | Bp           |
| Ilustrační obr.: lokomotiva stejné řady a obdobného technického provedení jako z VNM (RIIIc 117, Krauss Linec 7486/18) | —           | kkHB R IIIc 181 – 230; VSŽM U 33.603-04      | C m2tu (600 mm)    | 1918    | 50                 | —                           | 5560 – 5609/18         | mnozí        |

Vysvětlivky
1. ↑  lokomotivy byly v letech 1859-1903 přestavěny na rozchod 1435 mm; Stroj číslo10 "EBENSEE" byl kolem roku 1893 odkoupen od Západní dráhy a provozován na vlečce cukrovaru Čakovice[3]
2. 1 2  VSŽM - voj. správa železničního materiálu převzala pro železniční pluk Pardubice 4 stroje vyrobené ve Vídeňském Novém Městě; 2 z nich byly roku 1938 přeznačeny na řadu U 33.6[4].

## Lokomotivy jednospřežní
| obr.                                                                                              | řada ČSD | původní (jiná) označení                             | charakteristika | dodávky | ks ve VNM vyrobeno | ks převzato /přeznačeno ČSD | výrobní čísla            |
| ------------------------------------------------------------------------------------------------- | -------- | --------------------------------------------------- | --------------- | ------- | ------------------ | --------------------------- | ------------------------ |
| Lokomotiva č.4 "CAROLINENTHAL" (Karlín) společnosti k.k. Nördlichen Staatsbahn (W. Günter 4/1842) | —        | NStB 1-6 "SEDLETZ" až "HOHENMAUTH"; StEG 2-7        | 2'A m2          | 1842-43 | 6                  | —                           | 1-6/1842-43              |
| NStB_Koenigssaal                                                                                  | —        | NStB 11-21 "STERNBERG" až "MEYERHÖFEN "; StEG 11-21 | 2'A m2          | 1845-46 | 11                 | —                           | 9-13/45, 14-17, 19-20/46 |
| NStB_Weltrus                                                                                      | —        | NStB 22-25 "WELTRUS" až "KLADRUB"; StEG 58-61       | 2'A m2          | 1846    | 4                  | —                           | 24-28/46                 |

Vysvětlivky
1. ↑  Locomotiv-Fabrik von Prevenhueber, Günther, Bühler und Armbruster, resp. Locomotiv-Fabrik von Günther, Wiener Neustadt (od r. 1845)

## Lokomotivy dvojspřežní
| obr. | řada ČSD              | původní (jiná) označení                                                                   | charakteristika     | dodávky       | ks ve VNM vyrobeno | ks převzato /přeznačeno ČSD | výrobní čísla                                                    | jiní výrobci            |
| --- | --------------------- | ----------------------------------------------------------------------------------------- | ------------------- | ------------- | ------------------ | --------------------------- | ---------------------------------------------------------------- | ----------------------- |
| KFNB IIIb1 TITAN.jpg | —                     | KFNB IVb; III b1/2 140-147; kkStB 121.27-35                                               | 1B m2               | 1872          | 8                  | 4/0                         | 1378-85/72                                                       | StEG, Strousberg        |
| Rittinger nach Umbau W.jpg\|ÖNWB Ia 81 "RITTINGER" po přestavbě 1889 a před postátněním 1909                                                                                       | —                     | ÖNWB Ia "RITTINGER"; kkStB 201.01                                                         | 2'B m2              | 1873          | 1                  | —                           | 1657/1873                                                        | (SigW)                  |
| Lokomotiva ex VVV 13 "SOPRONY"; MÁV IIIc 2234, 359.004, mezi léty 1891-1911 | —                     | VVV 10-17; MÁV IIIc 2231–2238, MÁV 359.001-008;                                           | C m2                | 1873          | 8                  | 1/0                         | 1628-35/73                                                       | (SigW)                  |
| KkStB 85 05.jpg\|Lokomotiva KRČ Böhmische Commercialbahnen ve stanici Sadová-Dohalice před rokem 1906. BCB byla začleněna do kkStB v roce 1906                                     | —                     | KFNB IX 902 "KROMĚŘÍŽ"; BCB IIS "KRČ" až "DĚTENICE"; kkStB 85.10-14                       | B m2t               | 1880-81       | 6                  | 2/0                         | 2484/80; 2490-91, 2563-64/81                                     | Wöhlert, KraussM        |
| Lokomotivy č.1 a 3 ALB, Hustopeče | 200.003               | ALB č.3 "THERESE"                                                                         | B m2t               | 1911          | 1                  | 1                           | 5071/1911                                                        |                         |
| | 200.101               | "NIMES", "REICHSTADT"; ATE X 6-7                                                          | B m2t               | 1899          | 2                  | 1                           | 4249-50/99                                                       |                         |
| Lok. PDE SU I.02 "OSSEGG" (později kkStB 87.02), Wr.Neustadt 2489/80 | (220.0)               | PDE SU I.01-02 "SWOLENOWES", "OSSEGG"; kkStB 87.01-02                                     | B m2t               | 1880          | 2                  | 1/0                         | 2488-89/80                                                       | KraussL                 |
| KsOd_IIa 2, 1869, tovární snímek Sigl VNM | 221.001               | KsOd IIa 1-2                                                                              | 1B m2               | 1869          | 2                  | 1                           | 697-98/69                                                        |                         |
| ONWB_IIIb_50_Stuart_Mill.jpg\|ÖNWB IIIb No. 50 „Stuart Mill“ später kkStB 16.38, ČSD 232.016                                                                                       | 232.002-013           | ÖNWB/SNDVB IIIa 13–42; kkStB 16.03–30                                                     | 2'B m2              | 1870-71       | 30                 | 12                          | 1178-95/70, 1226-37/71                                           | Flor                    |
| lokomotiva KsOd IIb 6; ca. 1873, Sigl VNM | 232.1                 | KsOd IIb 3-8                                                                              | 1B m2               | 1873          | 6                  | 6/3                         | 1698-1700, 1764-1766/73                                          |                         |
| | 232.301               | TKPE 1–4; BNB I 1–4; kkStB 123.01-05                                                      | 1B m2               | 1865          | 10                 | 2/1                         | 434-37/65, w121-22/67, w144-147/68                               | Mödling, (SigW)         |
| KFJB 6.jpg\|KFJB Nr. 6 später kkStB 24.06, CSD 233.001, 1868, Werkfoto Sigl/Wien                                                                                                   | 233.001-03            | FJB AF 1–32; kkStB 24.01–32                                                               | 1B m2               | 1868-70       | 32                 | 10/3                        | w173-80/68, w203-10/69, 1037-48/70, 1466-69/72                   | (SigW)                  |
| KFJB_154.jpg\|KFJB Nr. 154 später kkStB 24.22, 1873, Werkfoto Lokomotivfabrik Floridsdorf                                                                                          | 233.1                 | FJB AF II 33–42; kkStB 26.01–10                                                           | 1B m2               | 1873          | 10                 | 3/2                         | 1470-79/73                                                       | (SigW), Flor            |
| Lemberg-Czernowitz-Jassy Eisenbahn (LCJE) No. 25, cca 1860 | —                     | LCJE AL II 23-27 "ISKRA" - "ZMROK"; BWB I 1-6, 11 "FURTH" - "RADBUZA"; kkStB 18.51-61     | 1B m2               | 1861-70       | 12                 | 0                           | w90-93, w106/66; w24-26/61, w29-30, w49/62, 417/63               | (SigW), Neilson, Maffei |
| | —                     | EPPK 1-12; kkStB 20                                                                       | 1B m2               | 1873, 1876    | 12                 | 5/0                         | 1421-26/73, 2250-55/76                                           | (SigW)                  |
| Ilustrační obrázek: ÖNWB IIb 3ᴵᴵᴵ „Königinhof“ (Flor 467/83) později kkStB/BBÖ 15.03                                                                                               | —                     | ÖNWB/SNDVB IIc 3ᴵᴵ .. 11ᴵᴵ; kkStB 15.07-12                                                | 2'B m2              | 1887          | 6                  | 2/0                         | 3136-41/87                                                       | Flor                    |
| ONWB_Id_100.jpg\|ÖNWB IČ 100, později kkStB 301.17, ČSD 252.015 | 252.0                 | ÖNWB/SNDVB Ic 84-92; kkStB 301.01-09                                                      | 2'B m2              | 1881          | 9                  | 9/8                         | 2578-86/81                                                       | (StEG)                  |
| KkStB_103_Liberec_historische_Aufnahme.png\|KkStB 103 číslo 07 z Herknerovy fotografické sbírky na libereckém nádraží                                                              | 253.0                 | BNB IIa 13, 14, 17–20; kkStB 103.03–08                                                    | 2'B m2              | 1893-99       | 6                  | 6/5                         | 3646-47/93, 3784/95, 4094/98, 4168-69/99                         | Flor                    |
| ATE Ib, Mariánské Radčice, okolo 1900 | 253.2                 | ATE Ib 3-5, 70-73 "STEPHENSON" až "REDTENBACHER"                                          | 2'B m2              | 1887, 1897    | 7                  | 7/6                         | 3132-34/87, 4001-04/97                                           |                         |
| | 253.3                 | BEB VII 90-96                                                                             | 2'B m2              | 1887, 1892-97 | 7                  | 7                           | 3153-56/87, 3613/92, 3883/96, 3986/97                            |                         |
| KRB 310.jpg\|KRB AR III 310, später kkStB 2.27 | 254.0                 | StEG AR, AR III; kkStB 2.01–60                                                            | 2'B m2              | 1884-85       | 33                 | 13/11                       | 2864-75/84, 2964-67/85, 2989-92/85, 2999-3003/85, 3031-38/85     | StEG                    |
| | 254.225-32            | KFJB 201–213; kkStB 3.01–13                                                               | 2'B m2              | 1879–80       | 13                 | (9/8)                       | 2432-38/79, 2445-50/80                                           | Flor                    |
| KkStB 4.jpg\|kkStB 4.69 Schnellzuglokomotive 4.69 der kkStB, Werksfotografie im Fotoanstrich, 1890. Zeitgenössische Veröffentlichung auf Lokomotiv-Typenblatt der Lokomotivfabrik. | 254.2                 | BWB A 50–53; kkStB 4.01–199, 201–214; DRB 36.70                                           | 2'B m2              | 1885-96       | 168                | až 46/38                    | interval č. 3070/85 .. 3964/97                                   | Flor, KraussL, StEG     |
| kkStB 6.05, works photograph of Wiener Neustadt locomotive factory, 1894 | 264.0                 | kkStB 6                                                                                   | 2'B m2s             | 1894-98       | 20                 | 13/11                       | 3753-55/94, 3792-95/95, 3862-65/96, 3972-75/97, 4047-51/98       | Flor, StEG              |
| kkStB 106.21, Werksfotografie im grauen Fotografieranstrich, 1899 | 264.1                 | kkStB 106                                                                                 | 2'B m2s             | 1898-1902     | 55                 | 22/21                       | 4278-87, 4315-19/00, 4375-80/01, 4453-70/82                      | Flor, StEG              |
| Lok KFNB 202 "GNADENDORF" später kkStB 104.19 | 264.601, 04-05, 09-12 | KFNB IIc 184-190, 196-202, 207-212 "BRUNA" .. "HADERSDORF"; kkStB 104.01-07, 14-19, 24-29 | 2'B m2              | 1884, 1888-89 | 18                 | 12/8                        | 2857-63/84, 3189-94/88, 3342-46/89                               | Flor, KraussL           |
| KkStB 206 40, Factory photo Wr. Neustadt 1905 | 265.001, 06-08        | kkStB 206.04, 37, 39, 41                                                                  | 2'B m2s             | 1904-07       | 31                 | 4                           | 4509-11/03, 4559-62, 4572-74/04, 4586-91, 4617-21/05, 4721-30/07 | Flor, StEG, PČM         |
| KFNB_IId_226 | 274.0                 | KFNB IId; kkStB 308                                                                       | 2'B1 m2, (2'B1 p2)* | 1895-1908     | 57                 | 21/15                       | interval č. 3800/95 .. 4847/08                                   |                         |
| KkStB express engine 108.04 on a turntable, location unknown - probably on the Franz Josefs Bahn, print from glass plate negative. The engine was built in 1903.                   | 275.006-11, 22-23     | kkStB 108                                                                                 | 2'B1' m4s           | 1901-10       | 8                  | 8                           | 4512-17/03, 4719-20/07                                           | StEG, PČM               |

Vysvětlivky
1. ↑  společně se Siglovou lokomotivkou ve Vídni
2. ↑  písmenkem "w" je odlišeno původně samostatné číslování Vídeňské lokomotivky Sigl. Po r. 1870 byla pro obě lokomotivky používána společná číselná řada
3. 1 2  lokomotivy předány do Rakouska
4. ↑  přestavba na řadu kkStB 4.181-193 (ČSD 254.2)
5. ↑  lokomotivy s přehřívačem zůstaly po r. 1920 v Rakousku

## Lokomotivy trojspřežní
| obr. | řada ČSD                 | původní (jiná) označení                                              | charakteristika     | dodávky             | ks ve VNM vyrobeno | z toho ks převzato /přeznačeno ČSD | výrobní čísla                                                                        | jiní výrobci                           |
| --- | ------------------------ | -------------------------------------------------------------------- | ------------------- | ------------------- | ------------------ | ---------------------------------- | ------------------------------------------------------------------------------------ | -------------------------------------- |
| Lokomotiva ex VVV 13 "SOPRONY"; MÁV IIIc 2234, 359.004, mezi léty 1891-1911 | —                        | VVV 10-17; MÁV IIIc 2231–2238, MÁV 359.001-008;                      | C m2                | 1873                | 8                  | 1/0                                | 1628-35/73                                                                           | (SigW)                                 |
| Lok KFNB IX 907 "ALEXANDERFELD" (kkStB 191.01, ČSD 300.001), výr.č. 3210/88 | 300.0                    | KFNB IX 907-908; kkStB 191                                           | C2' m2t             | 1888                | 2                  | 2                                  | 3210-11/88                                                                           | —                                      |
| Lok 300.619, Floridsdorf 1633/05 (pův. BEB 419), Lužná 2012 | 300.601-12               | BEB Ia 401-412; DRB 98.77                                            | C m2t               | 1890-91, 1885, 1900 | 12                 | 12                                 | interval č. 3416/90 .. 4322/00                                                       | Flor, PČM                              |
| ATE IIb „Bilin“, Hartmann 1870 | 302.102-05, 30-36        | ATE IIa 27-30, 55-59, 63-65                                          | C m2t               | 1864-1885           | 12                 | 11                                 | 424/64, 531, 618, 638/67, 2454-55, 2567-69/80, 3044-46/85                            | Borsig, Hartman                        |
| KFNB VI 387 „MICHALKOWITZ“ später kkStB 67.01 | 304.0                    | MB/KFNB VI 387-90; kkStB 67                                          | C m2t               | 1873                | 4                  | 4                                  | 1693-96/73                                                                           | —                                      |
| 310.006 im Heizhaus Jaromer | 310.0                    | kkStB 97                                                             | C m2t               | 1878-1908           | 66                 | 36/34                              | 2371/78 ..4265/99, 4913/08                                                           | mnozí                                  |
| Lokomotiva řady KFNB IX 946 Flor 955/1895, ČSD 310.123, zrušena 1931 | 310.1, 310.9             | KFNB IX 912-13, 916-19, 921-57; kkStB 197, MSZD a OZVD 310.9         | C m2t               | 1888-1905           | 34                 | 34/31 (+2 MSZD)                    | 3208/98 ..4599/05                                                                    | Flor                                   |
| | 310.2                    | BCB IIIs; kkStB 397.01-07                                            | C m2t               | 1881-82             | 7                  | 4                                  | 2575-77/81, 2613-16/82                                                               |                                        |
| Lok 205 RPD (Floridsdorf 206/75), KkStB 32.17, ČSD 311.004 | 311.005-08               | RPB BP I 206-212 "PŘIBRAM"-"STADTL"; kkStB 32.18-24                  | C m2                | 1875                | 7                  | 5/4                                | 2237-41, 2269-70/75                                                                  | Flor, StEG                             |
| BWB_25_Boehmerwald.jpg\|BWB č. 25 "Šumava", později kkStB 40.98 | 312.409-10               | BWB II 2-16; kkStB 40.86-99                                          | C m2                | 1861-64             | 15                 | 3/2                                | 331-32, 336-37/161, 355-63/62, 391/63, 393/64                                        | (SigW)                                 |
| tovární snímek lok KFNB Vc2 317 „SOKOLNITZ“, po r. 1909 u kkStB 149.29 (Sigl Wr.Neustadt 604/1868)                                                                              | 311.305-27               | KFNB Vc2 296-363; kkStB 149.08-75                                    | C m2                | 1865-70             | 68                 | 36/23                              | 438/65-446/66, 557/67-564/68, 600-07,639-49/68, 661-65, 719-34/69, 1170-74/70        | StEG                                   |
| tovární foto lok KFJB 62, pak KkStB 35.12 (Sigl Wien 167/1869) | 312.3                    | KFJB 54-106; ÖNWB Va; kkStB BF I , kkStB 35                          | C m2                | 1868-71             | 59                 | 13                                 | w156/68-167/69, w235-237/69; 674/68-690/69, 1005/70 .. 1078/71                       | (SigW)                                 |
| LCJE Nr. 157 „Sereth“ später kkStB 46.43 | —                        | MGB 11; LCJE IVe; EUGE III; kStB 46.17                               | C m2                | 1872-74, 1885, 1889 | 43                 | 1/0                                | 1332/72 .. 1882/74, 2978-81/85, 3318-21/89; w1487-88/73, w1816-19/74                 | (SigW)                                 |
| SiN 388/63 223 WITKOWITZ 284 43.02 ČSD 312.501 | 312.5                    | MB/KFNB IXa 222-225, MB/KFNB Vd 283-286; kkStB 43                    | C m2                | 1863                | 4                  | 3/1                                | 387-90/63                                                                            |                                        |
| | 312.801                  | EPPK BK I 21-34; kkStB 36; DRB 89.74                                 | C m2t               | 1871-72             | 14                 | 4/1                                | 1406-19/71-72                                                                        | (SigW)                                 |
| KFNB Vd 414 „BISTRIZZA“ später kkStB 51.27 | 313.0                    | KFNB X; Vd 407-420, 442-445, 458-461; kkStB 51.20-33, 52-55, 68-71   | C m2                | 1872-89             | 22                 | 11/10                              | 1386-93/72, 1687-92/73, 2479-82/80, 2609/81-2612/82                                  | Flor, StEG                             |
| Lok 125-052 JDŽ, někdejší MÁV 326.363, Budapešť 653/94. Záhřeb 2003 (ilustrační, obr. lok. VNM není)                                                                            | 313.2                    | KsOd IIIe, MÁV 326                                                   | C m2                | 1883-85, 1889       | 93                 | 6/0                                | 2799, 2810/83, 2827, 2837, 2839 2935/84                                              | MÁVAG (, Wöhlert, Flor, KrausLM, StEG) |
| | 313.301-334              | KsOd IIIb1 108-130, IIIb2 108-143;                                   | C m2                | 1870-73             | 36                 | 34                                 | 1149-51/70, 1271, 1276, 1311-26/71, 1751-63/73                                       |                                        |
| | 313.335-339              | ETV: KsOd IIIb2 201-205; (~MÁV 335)                                  | C m2                | 1873                | 5                  | 5                                  | 1336-40/73                                                                           |                                        |
| KkStB 162.06 vor Sonderzug zum 1.Mai in Kamenicky Senov | 313.4                    | LGWA/ÖNWB XV 1A-4A, BNB VIa 111-117, 121-122; kkStB 162.01-08, 10-12 | C m2t               | 1890-1908           | 12                 | 11                                 | 3401-03/90, 3530/91, 3903/96, 3994/97, 4226/99, 4401/01, 4556-57/01, 4616-17/05      | Flor, KraussL, PČM                     |
| Lokomotiva IIIb₃ 166 Košicko-bohumínské dráhy (WrN 3624/1892), u ČSD 313.623 | 313.6                    | KsOd IIIb3 144-166                                                   | C m2                | 1882-92             | 23                 | 23                                 | 2587-91/82, 2879-83/84, 3049-58/85, 3622-24/92                                       |                                        |
| A Dux-Bodenbach Eisenbahn Locomotive No.28 | 314.0                    | DBE BO II 9-28, 32-34; kkStB 53                                      | C m2                | 1872-74, 1876, 1882 | 23                 | 19                                 | 1613-16/72, w1500/73, 1801-05, 2001-07/74, 2263-65/76, 2756-58/82                    | StEG                                   |
| lok 1A nebo 4A NÖSWB (WrN 2279/76 nebo 2282/77), u KkStB řada 92. Odpovídá lokomotivám MWB, u ČSD 321.001-07. foto před r. 1886, místo neuvedeno. Výřez z pův. snímku, upraveno | 321.0                    | MWB; kkStB 92.10-16                                                  | C m2                | 1889                | 7                  | 7                                  | 3322-28/89                                                                           |                                        |
| Lokomotiva KsOd IIIa (VNM 1868), typový výkres. U ČSD jako 321.1 | 321.1                    | KsOd IIIa 101-107                                                    | C m2                | 1868-69             | 7                  | 7/2                                | 634-37, 694-96/68                                                                    |                                        |
| | 322.1                    | TKPE III 5-10, IV 11-15, BNB III 21-43; kkStB 147.01-18              | C m2                | 1865-73             | 23                 | 10/7                               | 428-33/65, w119..24/67, 136-43/68,1093-95/72, 1484-85/73                             |                                        |
| Lok IIIb 14 "RAUSCHENGRUND" (Šumná) Ústecko-teplické dráhy (WrN 3338/89), u ČSD jako 322.405, vyřazena r. 1934. Tovární foto VNM                                                | 322.4                    | ATE IIIb 9-16, 81-98; DRB 53.7401-13                                 | C m2                | 1889-94             | 26                 | 25/23                              | WrN 3316/89..3712/94                                                                 |                                        |
| Lokomotiva MGB č.8 "LIEBAU" (Libava, WrN 1742/73), KkStB 49.06, u ČSD 323.003, zrušena 1927                                                                                     | 323.0                    | MGB 7-10; kkStB 49.05-08                                             | C m2                | 1873                | 4                  | 4                                  | 1741-1744/73                                                                         | Flor                                   |
| Lokomotiva BNB č.63 (ex 33), u KkStB 53.33 (Sigl VNM 1212/71). Po r. 1918 připadla PKP                                                                                          | 323.1                    | BNB V 57-89; kkStB 53.31-63                                          | C m2                | 1871-1901           | 33                 | 15/13                              | 1210/71..4353/01                                                                     |                                        |
| Lok KkStB 56.59, tovární foto (Floridsdorf 689/89); po r. 1918 připadla CFR. Odpovídá řadě 324.1 ČSD                                                                            | 324.1                    | kkStB 56                                                             | C m2                | 1888-93(-1900)      | 81                 | 13/13                              | 3199-3200/88, 3232/88-3281/89, 3347-50/89, 3594/92-3677/93, 3696-3702/93, 3719-20/94 | Flor, StEG                             |
| | 324.2                    | kkStB 59                                                             | C m2s               | 1893-96             | 26                 | 2/2                                | 3636, 3664-72/93, 3827-30/95, 3867-70, 3885-94/96                                    | Flor, StEG, KraussL, PČM               |
| Lok 324.391 ČSD, původně IIIa 272 Buštěhradské dráhy (StEG 3527/1908), Muzeum ČD Lužná u Rak. 2011                                                                              | 324.3                    | BEB IIIa 180-271; DRB 53.7501-54                                     | C m2                | 1887-91, 1897-1901  | 59                 | 59                                 | 3161/87..4433/01                                                                     | StEG                                   |
| Lokomotiva KFNB VIII 553 (WrN 3929/96). Po roce 1909 u KkStB jako 260.33, připadla BBÖ. Odpovídá lok. 333.115 - 333.118 ČSD                                                     | 333.1                    | KFNB VIII 525-745; kkStB 260.01-06, 11-..; DRB 54.08-26              | 1'C m2, 1'C m2s     | 1893-1908           | 91                 | 58/54                              | 3680/93..4415/01, 4812- 4822/08                                                      | Flor, StEG, PČM                        |
| Lok KFNB Ve 524 (VNM 3567/91) | 334.0                    | KFNB Ve 511-524; kkStB 159.01-04, 11-20                              | 1'C m2, 1'C m2s     | 1890-91             | 14                 | 14                                 | 3363-3364/90, 3547-3552/91, 3562-3567/91                                             |                                        |
| kkStB 60.01, Werksfotografie | 334.1                    | kkStB 60; MÁV 330.322-...                                            | 1'C m2s, 1'C p2s    | 1895-1906, 1910     | 99                 | 10/9                               | 3826/95..4991/10                                                                     | Flor, StEG, KraussL, PČM               |
| | 353.0                    | BNB IIb 131-133; kkStB 127                                           | 2'C m2              | 1903-04             | 3                  | 3                                  | 4522-4523/03, 4563/04                                                                |                                        |
| 354.0130 ČSD / 229.222 KkStB | 354.0                    | kkStB 229; MÁV 343.301-315                                           | 1'C1' m2s           | 1904-06, 1913-18    | 39                 | 18                                 | 4549/04..5451/18                                                                     | Flor, StEG, KraussL, PČM               |
| Lok KFNB IIIc 803 (VNM 4482/02), pak KkStB 27.03, ČSD 354.503. Po roce 1938 zůstala u MÁV                                                                                       | 354.5                    | KFNB IIIc 801-811; kkStB 27                                          | 2'C m2              | 1902-03             | 11                 | 11                                 | 4480-86/02, 4518-21/03                                                               |                                        |
| Lok K.u.K.H.B. Nr.62 (WrN 4874/08, identisch mit K.k.St.B. 329 oderČSD 354.6), bei JDŽ 108-002, werkfoto Wiener Neustadt 1907                                                   | 354.6                    | kkStB 329.19-38, MÁV IIIt, MÁV 323                                   | 1'C1' m2s           | 1909                | 20                 | 5                                  | 4888-4907/09                                                                         | Flor, StEG, PČM                        |
| Lok 429.07 KkStB (StEG 3587/09) později ČSD 354.703. Za 2. svět.války zavlečena do Rakouska, po navrácení k ČSD zrušena 1949. Tovární snímek, 1909                              | 354.705-09, 56-67        | kkStB 429                                                            | 1'C1' p2, 1'C1' p2s | 1909, 1912          | 27                 | 17(+2)                             | 4920-24/09, 5081-5102/12                                                             | Flor, StEG, PČM                        |
| Lokomotiva ATE If 150 "E. WINKLER" (VNM 4628/06), po r. 1924 ČSD 354.801, tovární foto VNM                                                                                      | 354.8                    | ATE If 150-152; DRB 35.401-03                                        | 1'C1' p2            | 1906                | 3                  | 3                                  | 4628-30/06                                                                           |                                        |
| Lokomotiva KBD Ip 313, WrN výr.č. 4969/09, u ČSD 354.913; jako poslední své řady r.1940 přestavěna na 365.313, vyřazena 1964 převodem na vytápěcí kotel K 176                   | 354.911-15               | KsOd Ip 311-315                                                      | 1'C1' p4s           | 1908-12             | 5                  | 5                                  | 4967-71/09                                                                           | Flor, MÁVAG                            |
| Lokomotiva KFNB 1006 (kkStB 111.06, ČSD 365.106), WrN výr.č. 4707/07. tovární foto Wr. Neustadt 1907                                                                            | 365.1                    | KFNB IIa 1001-1008; kkStB 111                                        | 2'C h2              | 1907                | 8                  | 8                                  | 4702-4707/07, 4776-77/07                                                             |                                        |
| Lokomotiva kkStB 310.34 (ČSD 3375.013), WrN výr.č. 5108/12. tovární foto Wr. Neustadt 1912                                                                                      | 375.004-06, 11-16, 33-34 | kkStB 310                                                            | 1'C2' p4s           | 1911-15             | 19                 | 11                                 | 5055-61/11, 5103-11/12, 5267-69/15                                                   | Flor, StEG, PČM, B&D                   |

Vysvětlivky
1. ↑  společná čísla se Siglovou lokomotivkou ve Vídni
2. ↑  písmenkem "w" je odlišeno původně samostatné číslování Vídeňské lokomotivky Sigl. Po r. 1870 byla pro obě lokomotivky používána společná číselná řada
3. ↑  lokomotivy WrN  4667-70/1906 byly doplněny o sušič páry. Jedna z nich připadla ČSD (334.135)
4. ↑  dalších 18 stejných lokomotiv bylo v letech 1908-09 vyrobeno pro MÁV jako řada IIIt, později 323, a dvě na K.u.k. Militärbahn Banja Luka-Dobrlin v obsazené Bosně a Hercegovině jako č. 61 a 62, u JDŽ jako řada 108
5. ↑  ČSD stroje v letech 1929-39 rekonstruovaly na řadu 365.3

## Lokomotivy čtyřspřežní
| obr. | řada ČSD          | původní (jiná) označení                                 | charakteristika | dodávky    | ks ve VNM vyrobeno | z toho ks převzato /přeznačeno ČSD | výrobní čísla                                              | jiní výrobci                  |
| --- | ----------------- | ------------------------------------------------------- | --------------- | ---------- | ------------------ | ---------------------------------- | ---------------------------------------------------------- | ----------------------------- |
| Lok RGTE 2G "Proschwitz" později kkStB 78.11, ČSD 400.002, (VNM 3204/88, vyřazena 1933) | 400.0             | RGTE 1-2G ("MAFFERSDORF", "PROSCHWITZ"); kkStB 78.10-11 | D m2t           | 1888       | 2                  | 2                                  | 3203-3204/88                                               |                               |
| EPPK 56, později kkStB BK III 56, 71.06. Lokomotiva stejné řady, ale vyrobená o 5 let dříve ve Floridsdorfu (v.č. 218/76)                                                                                      | 401.106           | EPPK 57-58; kkStB 71.07-08                              | D m2            | 1881       | 2                  | 1                                  | 2565-2566/81                                               | Flor                          |
| ilustrační obrázek - lokomotiva stejného typu (KEB 200 "GERLOS", později kkStB 70.21), výroba Floridsdorf (v.č. 195/75)                                                                                        | 402.001           | KEB 189-194; kkStB 70.10-15                             | D m2            | 1875       | 6                  | 1                                  | 2236/75                                                    | Hartmann, Flor                |
| | 402.101-10        | MÁV IVa 4041-68, MÁV 420.001-028;                       | D m2            | 1882-84    | 28                 | 22/10                              | 2743-50/82, 2784-93/83, 2884-93/84                         | Flor, MÁVAG                   |
| Lokomotiva vyrobená ve VNM (výr.č. 3206/88) pro někdejší ÚTD/ATE, v provozu jako řada IVa č. 68 "KOPITZ" (Kopisty), pak 402.206 ČSD, na snímku W. Huberta v odstoupeném Mostě okolo r.1939 už jako 55 7116 DRG | 402.204-07        | ATE IVa 66-69; DRB 55.7111..17                          | D m2            | 1886, 1888 | 4                  | 4                                  | 3112-13/86, 3206-07/88                                     | Hartmann                      |
| | 403.1             | BWB 42-46, B IV; kkStB 176.15-19                        | D m2            | 1881, 1888 | 5                  | 5                                  | 2592-94/81, 3204-05/88                                     |                               |
| Lok 411.019 der ČSD beim Wiederaufbau im Heizhaus Jaromer, 2017 | 411.001-20, 51-54 | ÖNWB VIIa 321-40, VIId 365-69; kkStB 171                | D m2            | 1873, 1883 | 25                 | 23                                 | 1721-40/73, 2770-74/83                                     | Flor, Esslingen               |
| Náčrt lokomtivy řady IV BEB (VNM 3410-12/1890), pak 412.0 ČSD | 412.0             | BEB IV 301-306                                          | D m2            | 1884, 1890 | 6                  | 6                                  | 2894-96/84, 3410-12/90                                     |                               |
| ATE IVb 110 | 412.1             | ATE IVb 101..105                                        | D m2            | 1897       | 5                  | 5                                  | 4007-11/97                                                 | Flor                          |
| Lok 413 207 (WrN 4160/99 ATE IVc 117 "GRABER"), Teplice v Č. 1939 | 413.2             | ATE IVc 111-132                                         | D m2            | 1899-1910  | 22                 | 22                                 | 4154-63, 4233-38/99, 4701/07, 4886-87/09, 4992-92, 5035/10 |                               |
| Přípřež lokomotiv řady 73 kkStB (414.0 ČSD) na nákladním vlaku, Zakopané, okolo 1900 | 414.0             | kkStB 73                                                | D m2            | 1885-1908  | 86                 | 24                                 | 2975/85 .. 4851/08                                         | Flor, StEG, KraussL, PČM      |
| Lok BNB Va Nr. 154 (WrN 4566/04) später kkStB 74.04, ČSD 414.104, Fabrikphoto | 414.1             | BNB Va 151-156; kkStB 74                                | D m2            | 1903-08    | 6                  | 6                                  | 4534-35/03, 4565-66/04, 4871-72/08                         |                               |
| | 414.203-04        | kkStB 174.500-501                                       | D m2            | 1908       | 3                  | 2/2                                | 4832-34/08                                                 | Flor, StEG, PČM               |
| | 422.0             | kkStB 178.150-56                                        | D m2st          | 1913       | 7                  | 0                                  | 5176-83/13                                                 | Flor, StEG, PČM, B&D, KraussL |
| Jedna z lokomotiv řady 170, dodaných z Vídeňského Nového Města soukromé rakouské Jižní dráze (WrN 4070/98). Provedením odpovídala pozdější 434.0369 ČSD (kkStB 170.01-08)                                      | 434.0             | kkStB 170                                               | 1'D m2s         | 1897-1918  | 177                | 74/69                              | 3950/97 .. 5475/18                                         | Flor, StEG, PČM, B&D, KraussL |

Vysvětlivky
1. ↑  obdobné lokomotivy byly dodány i uherským královským drahám MÁV jako řada IVa (později 420.001–043 MÁV)
2. ↑  Dalších 54 strojů (č. 3001-3054) odpovídajících řadě 170 kkStB bylo vyrobeno pro rakouskou Jižní dráhu (výr.č. v intervalu 4069/98 - 4786/08). Z nich několik se po II. světové válce krátce ocitlo u ČSD. 
 U ČSD byly stroje této řady přestavovány na řadu 434.2

## Lokomotivy pětispřežní
| obr. | řada ČSD | původní (jiná) označení | charakteristika | dodávky | ks ve VNM vyrobeno | z toho ks převzato /přeznačeno ČSD | výrobní čísla                   | jiní výrobci         |
| ---- | -------- | ----------------------- | --------------- | ------- | ------------------ | ---------------------------------- | ------------------------------- | -------------------- |
|      | 523.0    | kkStB 180               | E m2s           | 1901-09 | 45                 | 24/19                              | 4538/03 .. 4860/08              | Flor, StEG, PČM      |
|      | 524.0    | kkStB 80.9              | E p2            | 1911-17 | 85 (116)           | 25/21                              | 5054/11 .. 5441/18 (.. 5702/22) | Flor, StEG, PČM, B&D |

Vysvětlivky
1. ↑  Dalších 20 strojů (č. 4003-04, 4010-27) odpovídajících řadě 180 kkStB bylo vyrobeno pro rakouskou Jižní dráhu (výr.č. v intervalu 4427/01 - 4966/09). Z nich několik se po II. světové válce krátce ocitlo u ČSD. 
 U ČSD byly stroje této řady přestavovány na řadu 524.2
2. ↑  v letech 1918-22 pokračovala výroba lokomotiv řady 80.9 pro následnické rakouské státní dráhy BBÖ. Z nich několik se po II. světové válce krátce ocitlo u ČSD, některé byly i přeznačeny na řadu 524.05

## Seznam provozujících drah ajejich zkratek
- ALB - Auspitzer Lokalbahn, Hustopečská místní dráha
- ATE - k. k. privilegierte Aussig-Teplitzer Eisenbahn-Gesellschaft, Ústecko-teplická dráha, tratě Ústí n.L. - Chomutov a Řetenice - Č.Lípa - Liberec
- BCB - k.k. privilegierte Böhmische Commercialbahnen, České obchodní dráhy, síť lokálních drah v severovýchodních Čechách
- BD - Buschtěhrader Eisenbahn, Buštěhradská dráha (BEB),  kmenová trať Praha  - Kladno  - Chomutov  - Cheb
- BEB - Buschtěhrader Eisenbahn, viz BD
- BNB - k. k. privilegierte Böhmische Nordbahn-Gesellschaft, Česká severní dráha, síť s kmenovou tratí (Praha - )Bakov/Jiz. - Č.Lípa - Děčín/Rumburk
- BWB - k.k. privilegierte Böhmische Westbahn, Česká západní dráha, trať Praha - Plzeň  - Furth im Wald
- CLB - k.k. priv. galizische Carl Ludwig-Bahn, Haličská dráha arcivévody Karla Ludvíka, s kmenovou tratí Krakov - Tarnov - Lvov - Tarnopol
- DBE - Dux-Bodenbacher Eisenbahn-Gesellschaft, Duchcovsko-podmokelská dráha, trať Podmokly - Duchcov - Chomutov
- DRB - Deutsche Reichsbahn (DR), Německé říšské dráhy (1938-45)
- EEG - k.k. privilegierten Ersten österreichischen Eisenbahngesellschaft (Budweis-)Linz-Gmunden, První rakouská železniční společnost, provozovala trať Č. Budějovice - Linec - Gmunden
- EPPK - k.k. privilegierte Eisenbahn Pilsen–Priesen–Komotau, Plzeňsko-březenská dráha. Trať Duchcov / Most / Březno u Chomutova - Plzeň - Železná Ruda
- ETV - Eperjes-Tarnówi Vasút, Prešovsko-tarnowská dráha, trať  Prešov – Sabinov – Orlov – Tarnov. Otevřena 1876, již roku 1879 sfúzovala s Košicko-bohumínskou drahou
- EUGE - Erste Ungarisch-Galizische Eisenbahn (EMGV = Elsö magyar gácsországi vasút), První uhersko-haličská dráha, trať Michaľany - Humenné - Lupków - Przemyśl
- KEB - Die k.k. privilegierte Kaiserin Elisabeth-Bahn, Dráha císařovny Alžběty, též známá jako rakouská Západní dráha, s kmenovou tratí Vídeň - Salcburk/Pasov. V letech 1857-84 jí  patřila i trať Č. Budějovice - Linec
- KFJB, FJB - k.k. privilegierte Kaiser-Franz-Josephs-Bahn; Dráha císaře Františka Josefa
- KFNB - k.k. privilegierte Kaiser Ferdinands-Nordbahn, Severní dráha císaře Ferdinanda. Síť tratí na Moravě, ve Slezsku a v Haliči s hlavní tratí z Vídně přes Bohumín do Bochnie
- kkStB - kaiserlich-königliche Staatsbahnen, Císařsko-královské státní dráhy, státní železniční společnost působící v předlitavské části Rakousko-Uherska, vytvořená 1884. Od roku 1915 jako kaiserlich-königliche österreichische Staatsbahnen (kkÖStB), Císařsko-královské rakouské státní dráhy
- kkHB - zkracováno  i jako k.u.k. Heeresbahn nebo Militärfeldbahn, císařskokrálovské vojenské dráhy Rakousko-Uherska. Součást k.u.k. Verkehrstruppenbrigade, zahrnovaly i útvary polních drah k.u.k. Feldbahn (kkFB) a (k.u.k.) Heeresrollbahn (kkHRB)
- KRB - k.k. priv. Kronprinz Rudolf-Bahn Gesellschaft (Rudolfsbahn), dráha korunního prince Rudolfa, trati v alpské oblasti St. Valentin/Amstetten–Selzthal–Vilach -Tarvisio
- KsOd - maďarsky cs. és kir. szab. Kassa-Oderbergi Vasút, německy k. k. privilegierte Kaschau-Oderberger Bahn (KOD); Košicko-bohumínská dráha (KBD), kmenová trať Bohumín - Žilina - Košice
- LCJE - Lemberg-Czernowitz-Jassy-Eisenbahn. Dráha Lvov-Černovice-Jasy v někdejší Haliči a Bukovině (dnes Ukrajina)
- LGWA - Lokalbahn Großpriesen–Wernstadt–Auscha. Místní dráha Velké Březno – Verneřice – Úštěk
- MÁV - Magyar Királyi Államvasutak, Maďarské královské státní dráhy, po roce 1868 trati v uherské části monarchie
- MB - Montanbahn, Báňská dráha, trať Vítkovice-Dombrová (dnes Doubrava)
- MGB - k.k. privilegierte Mährische Grenzbahn (MGB), Moravská (po)hraniční dráha, trať Šternberk - Šumperk/Zábřeh n. M. - Lichkov
- MSZD - Moravskoslezské zemské dráhy, též Slezské zemské dráhy (SZD - do 1911), původně MSMD - Moravskoslezské místní dráhy - lokální tratě na Ostravsku
- MWB - Mährische Westbahn / Moravská západní dráha (Prostějov – Třebovice v Čechách s odbočkami Chornice – V. Opatovice a Kostelec n. H. – Čelechovice)
- NStB - k.k. Nördliche Staatsbahn, Severní státní dráha, dráha Olomouc - Praha - Podmokly, z odbočkou z Brna
- ÖLEG - Österreichische Lokaleisenbahngesellschaft, Rakouská společnost místních drah, postavila a obvykle krátce provozovala řadu lokálek v Čechách a na Moravě
- ÖNWB - Die k.k. privilegierte Österreichische Nordwestbahn, Rakouská severozápadní dráha, kmenová trať Vídeň - Nymburk - Děčín; společnost měla společnou lokomotivní službu se SNDVB
- OZVD - Otrokovicko-zlínsko-vizovická dráha
- PDE - Prag-Duxer Eisenbahn, Pražsko-duchcovská dráha
- RGTE - Reichenberg-Gablonz-Tannwalder Eisenbahn, Liberecko-jablonecko-tanvaldská dráha
- RPB - Rakonitz-Protiviner Bahn, Rakovnicko-protivínská dráha
- SB -  Südbahn, Südbahngesellschaft (1858-1923), Jižní dráha. Známá i jako k. k. privilegierte Erzherzog Johann-Bahn či Wien-Raaber Eisenbahn-Gesellschaft (1839-1841), Wien-Gloggnitzer Eisenbahn-Gesellschaft (od 1842); po jistou dobu i jako státní k.k. Südliche Staatsbahn (1851-58). Kmenová trať z Vídně přes Semmering,  Štýrský Hradec a Lublaň do Terstu
- SKV - Selmeczbánya keskenyvágányu vasút (Baňskošťiavnická úzkorozchodná dráha), trať Hronská Breznica (resp.Hronská Dúbrava) – Banská Štiavnica
- SNDVB - Süd-Norddeutsche Verbindungsbahn, Jihoseveroněmecká spojovací dráha, trať Pardubice-Liberec(-Zitau/-Zawidów); společnost měla společnou lokomotivní službu s ÖNWB
- StEG - Stats Eisenbahngesellschaft, maďarsky cs. kir. szab. osztrák Államvasút-Társaság (ÁVT nebo OÁVT), Společnost státní dráhy, vznikla prodejem Severní státní dráhy a Jihovýchodní státní dráhy do soukromých rukou, existovala 1855-1909
- TKPE - Turnau-Kralup-Prager Eisenbahn, Turnovsko-kralupsko-pražská dráha, trati Praha - Turnov a Kralupy nad Vltavou - Neratovice, roku 1882 sloučena s BNB
- VSŽM - Ministerstvo obrany - voj. správa železničního materiálu Pardubice, 1920-39
- VVV - maďarsky Vág-völgyi vasút, něm. Waagthalbahn, Povážská dráha, trať  Pozsony - Trencsén - Szered (Bratislava - Trenčín - Sereď), 1871-79, odkoupena státem

## Lokomotivky ajejich zkratky
- B&D -  Akciová společnost strojírny dříve Breitfeld, Daněk i spol., Praha-Karlín, Slaný, Blansko (1872-1927)
- Borsig - lokomotivka August Borsig, Berlín (1837-1935)[5]
- Hartmann - něm. Maschinenfabrik Richard Hartmann, poté Sächsische Maschinenfabrik vorm. Rich. Hartmann AG (SMF) - Hartmannova strojírna v Saské Kamenici (1848–1929)
- Flor -  lokomotivka Floridsdorf ve Vídni-Floridsdorfu, (něm. Lokomotivfabrik Floridsdorf , také jako WLF - Wiener Lokomotivfabrik Floridsdorf nebo LOFAG - Lokomotivfabrik Floridsdorf AG) (1869-1958)
- Günther - viz VNM
- KraussL - filiálka lokomotivky Krauss pro Rakousko-Uhersko v Linci (1880-1930)
- KraussM - Krauss & Co., lokomotivka Krauss v Mnichově (1866-1931)
- Maffei - Lokomotiv- und Maschinenfabrik J. A. Maffei, lokomotivka a strojírna J. A. Maffeie, Mnichov (1840-1931)[6]
- MÁVAG - Magyar (Királyi) állami vas-, acél-, és gépagyárak (MAVAG), Uherské (královské) státní železárny, ocelárny a strojírny; lokomotivka MÁV, Budapešť (1873-1959)
- Mödling - Mödlinger Lokomotivfabrik, lokomotivka v Mödlingu (1872-75)
- Neilson - Neilson & Co., předtím Neilson and Mitchell, strojírna ve skotském Glasgow (1843-1903)
- PČM -  První českomoravská továrna na stroje v Praze-Libni (1871-1923; jako součást ČKD vyráběla parní lokomotivy až do roku 1956)
- SigW - lokomotivka G. Sigla ve Vídni (1851–1875, po roce 1867 spojena s továrnou ve Vídeňském Novém Městě)
- StEG - Lokomotivfabrik der StEG, původně J. Haswell, lokomotivka Společnosti státní dráhy ve Vídni (1839-1930)
- Strousberg - slévárna a strojírna H. Strousberga v Lindenu u Hannoveru (1868-71), předtím G. Egestorff, později Hanomag
- VNM -  Lokomotiv-Fabrik Wiener Neustadt (WrN), lokomotivka ve Vídeňském Novém Městě (1842–1929). Původně známá i jako W. Günther, nebo jako G. Sigl (v letech 1861-73)
- Wöhlert - Friedrich Wöhlert’sche Maschinenbauanstalt und Eisengießerei Aktiengesellschaft, strojírna a slévárna F. Wöhlerta  v Berlíně (1842-1878)[7]